# China Postal Airlines
China Postal Airlines is een Chinese luchtvrachtmaatschappij met haar thuisbasis in Tianjin.
China Postal Airlines is opgericht in 1994 door het Chinese Postbedrijf. In 1997 werd de eerste vlucht gevlogen en in 2002 nam China Southern Airlines een aandeel van 49 % in de maatschappij.

## Vloot
De vloot van China Postal Airlines bestaat in 24 juli 2016 uit:
- 14 Boeing 737-300
- 8 Boeing 737-400